# Короленко, Михаил Константинович
Михаил Константинович Короленко (укр. Михайло Костянтинович Короленко; род. 20 апреля 1962, Кривой Рог, Днепропетровская область) — председатель правления — генеральный директор акционерного общества «Запорожский железорудный комбинат» (2014—2020), министр промышленной политики Украины (2013—2014). Заслуженный работник промышленности Украины (2012). Герой Украины (2012). 

## Биография
Родился 20 апреля 1962 года в городе Кривой Рог.
В 1978 году поступил и в 1981 году окончил Криворожский металлургический техникум по специальности «техник-металлург».
В 1986 году окончил Криворожский горнорудный институт по специальности «обогащение полезных ископаемых», получив квалификацию горного инженера-обогатителя.
Депутат Днепропетровского областного совета 5-го созыва, секретарь Постоянной комиссии областного совета по вопросам использования природных ресурсов.
Председатель правления ПАО «Южный горно-обогатительный комбинат».
В начале 2013 года назначен министром промышленной политики Украины.
С мая 2014 года до 30 июня 2020 г.— председатель правления — генеральный директор ЧАО «Запорожский железорудный комбинат».

## Награды
- Звание Герой Украины с вручением ордена Державы (24 августа 2012) — за выдающийся личный вклад в развитие отечественного горно-металлургического комплекса, внедрение современных технологий в производство, многолетний самоотверженный труд[4];
- Юбилейная медаль «20 лет независимости Украины» (19 августа 2011)[5];
- Заслуженный работник промышленности Украины (23 февраля 2012)[6];
- Знак «За заслуги перед городом» (Кривой Рог) 1-й степени (11 апреля 2012)[7];
- Орден «За заслуги перед Запорожской краем» 3-й степени (2014);
- Орден «За заслуги перед Запорожской краем» 2-й степени (2017);
- Знак «За заслуги перед городом Днепрорудное» (2017);
- Орден «За заслуги перед Запорожской краем» 1-й степени (2019);
- Государственная премия Украины в области науки и техники (30 декабря 2020)[8].

## Память
- Имя на Стеле Героев в Кривом Роге.